# Nowe Brzesko (gmina)
Nowe Brzesko (do 1954 gmina Gruszów) – gmina miejsko-wiejska w województwie małopolskim, w powiecie proszowickim. W latach 1975–1998 gmina położona była w województwie krakowskim.
Siedziba gminy to Nowe Brzesko.
Według danych z 31 grudnia 2016 gminę zamieszkiwało 5741 osób.

## Struktura powierzchni
Według danych z roku 2002 gmina Nowe Brzesko ma obszar 54,53 km², w tym:
- użytki rolne: 88%
- użytki leśne: 0%

Gmina stanowi 13,15% powierzchni powiatu.

## Demografia

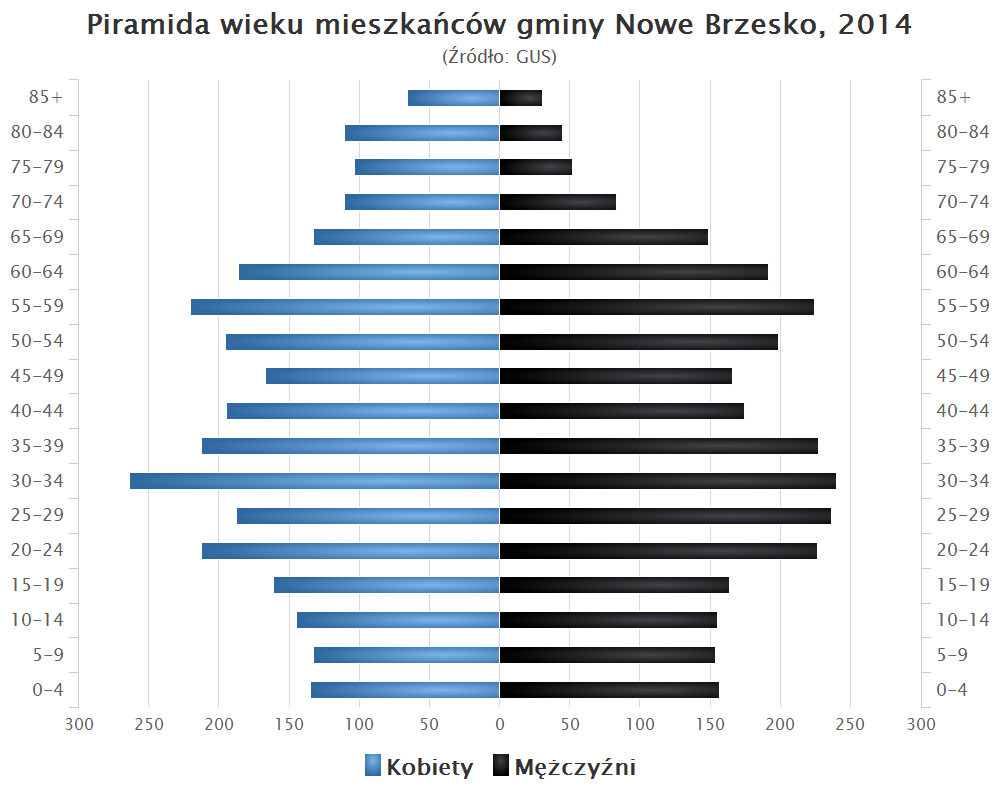
Piramida wieku mieszkańców gminy Nowe Brzesko w 2014 roku

Dane z 31 grudnia 2016:
| Opis                              | Ogółem | Ogółem | Kobiety | Kobiety | Mężczyźni | Mężczyźni |
| --------------------------------- | ------ | ------ | ------- | ------- | --------- | --------- |
| jednostka                         | osób   | %      | osób    | %       | osób      | %         |
| populacja                         | 5741   | 100    | 2898    | 50,5    | 2843      | 49,5      |
| gęstość zaludnienia (mieszk./km²) | 105,3  | 105,3  | 53,1    | 53,1    | 52,1      | 52,1      |

## Sołectwa
Grębocin, Gruszów, Hebdów (sołectwa: Hebdów i Hebdów Stary), Kuchary, Majkowice, Mniszów, Mniszów-Kolonia, Nowe Brzesko, Pławowice, Przybysławice, Rudno Dolne (sołectwa: Rudno Dolne i Rudno-Józefów), Sierosławice, Szpitary, Śmiłowice.

## Zabytkowe obiekty na terenie gminy
| Obraz | Miejscowość  | Nazwa                                                                                    | Data powstania   |
| ----- | ------------ | ---------------------------------------------------------------------------------------- | ---------------- |
|       | Nowe Brzesko | Kościół Wszystkich Świętych w Nowym Brzesku                                              | XVII, XIX, XX w. |
|       | Hebdów       | Kościół Wniebowzięcia Najświętszej Maryi Panny i św. Apostołów Piotra i Pawła w Hebdowie | XIII, XVII w.    |
|       | Majkowice    | Zespół dworsko-parkowy w Majkowicach                                                     | XIX, XX w.       |
|       | Pławowice    | Zespół pałacowo-parkowy w Pławowicach                                                    | XVIII, XIX w.    |
|       | Śmiłowice    | Zespół pałacowo-parkowy w Śmiłowicach                                                    | XVIII, XIX w.    |

## Sąsiednie gminy
Drwinia, Igołomia-Wawrzeńczyce, Koszyce, Proszowice